# Winchester College
Il Winchester College è uno dei più antichi e prestigiosi collegi scolastici indipendenti (privati) per ragazzi del sistema di public schools inglese. Ha sede a Winchester, in Hampshire e il suo nome completo, St. Mary College of Winchester near Winchester, risale al 1382, quando fu fondato dal vescovo William di Wykeham per preparare gli studenti per il suo New College a Oxford, noto come St. Mary College of Winchester in Oxford; l'organizzazione di questa scuola, fondata come un ente sovrano e auto-governato, fu la base per la fondazione da parte di Enrico VI dell'Eton College e, più in generale, per le altre scuole pubbliche inglesi.
La lista degli ex-studenti, chiamati colloquialmente Old Wykehamists, comprende un lungo elenco di politici, militari, religiosi, poeti e altri personaggi noti della storia britannica degli ultimi sette secoli.

## Nome ufficiale
Il nome ufficiale della scuola è in latino: Collegium Sanctae Mariae prope Wintoniam, ovvero Collegium Beatae Mariae Wintoniensis prope Wintoniam, tradotto in inglese come St. Mary's College, near Winchester («Collegio di Santa Maria, vicino a Winchester») ovvero The College of the Blessed Mary of Winchester, near Winchester («Il Collegio della Beata Maria di Winchester, vicino a Winchester»). Talvolta gli studenti, gli ex-studenti e gli altri si riferiscono al collegio col nome di «Win: Coll:», anche se è molto noto come «Winchester».

## Storia
Il Winchester College fu fondato nel 1382 da William di Wykeham, vescovo di Winchester e cancelliere dei sovrani Edoardo III e Riccardo II; i primi settanta studenti poveri entrarono nella scuola nel 1394. All'inizio del XV secolo il requisito di ammissione per gli studenti era quello di provenire da famiglie con un reddito inferiore a cinque sterline d'argento (£3 6s 8d) all'anno (per confronto, il reddito ragionevolmente sufficiente per uno Yeoman era di £5 all'anno). Fu fondato insieme al New College dell'Università di Oxford, con cui condivide lo stemma e a cui avrebbe dovuto fornire studenti: gli edifici di entrambi i collegi furono progettato dal mastro William Wynford. Questa doppia fondazione funse da modello per l'Eton College e per il King's College di Cambridge, avvenuta circa cinquant'anni dopo, e poi ancora, in epoca Tudor, per la Westminster School con Christ Church (Oxford) e i Trinity College, Cambridge.
Oltre ai settanta studenti e a sedici Quiristers (coristi), lo statuto permetteva dieci noble Commoners («nobili Commoners»); questi Commoners («Commoners in Collegio») erano ospiti paganti del Preside o del Second Master nei suoi appartamenti ufficiali all'interno del College. Altri allievi paganti («Commoners extra Collegio»), che erano ospiti di uno dei Masters nella sua abitazione privata o vivevano a pensione nella cittadina, crebbero di numero fino alla fine del XVIII secolo, quando furono obbligati a vivere a «Old Commoners» e lo stare a pensione in città fu proibito. Nel XIX secolo questo edificio fu sostituito dal «New Commoners» e i numeri fluttuarono tra i settanta e i centotrenta allievi: il nuovo edificio fu paragonato in senso negativo ad un ospizio, e fu costruito su un torrente sotterraneo, con frequenti epidemie di tifo e malaria.
Nella seconda metà degli anni '50 del XIX secolo furono progettate quattro case-pensioni da affidare a degli housemasters; di queste, però, ne furono realizzate solo tre (attualmente identificate con le lettere `A', `B' e `C'); l'idea, poi abbandonata, era quella di portare il numero degli studenti del College a cento, in modo che vi fossero College, Commoners e Houses ciascuno composto da cento allievi. Nei successivi anni '60 New Commoners fu chiuso e convertito in aule, e i suoi membri furono divisi tra ulteriori quattro case (`D', `E', `G' e `H', collettivamente noti come «Commoner Block»); contemporaneamente, furono acquistati altri due edifici (`F' e `I') e aggiunti alle Houses (col nome formale di Old Tutors' Houses o O.T.H.); un decimo edificio (`K') fu acquistato nel 1905 e assegnato ai Commoners. Ad oggi ci sono dunque dieci Houses oltre al College, che continua ad occupare gli edifici trecenteschi originali, mentre il numero totale di allievi è pari a settecento. Sin dalla seconda metà degli anni '70 del XX secolo, è in atto un processo continuo di estensione e ammodernamento delle Chambers del College.

## Residenze
| Nome ufficiale  | Nome informale | Lettera |
| --------------- | -------------- | ------- |
| Chernocke House | Furley's       | A       |
| Moberly's       | Toye's         | B       |
| Du Boulay's     | Cook's         | C       |
| Fearon's        | Kenny's        | D       |
| Morshead's      | Freddie's      | E       |
| Hawkins'        | Chawker's      | F       |
| Sergeant's      | Phil's         | G       |
| Bramston's      | Trant's        | H       |
| Turner's        | Hopper's       | I       |
| Kingsgate House | Beloe's        | K       |

Gli studenti del Winchester College si dividono in:
- Collegemen, che seguono un particolare processo di selezione e vivono nel College, le originali strutture trecentesche dell'istituto e che negli eventi sportivi sono caratterizzati dal colore blu;
- altri allievi, che seguono un percorso di iscrizione comune ma si dividono a seconda della Residenza in cui sono smistati al momento dell'iscrizione in:
  - Old Tutors' Houses (edifici A, B, C, F e I), che negli eventi sportivi usano il colore marrone;
  - Commoners (edifici D, E, G, H e K), che negli eventi sportivi usano il colore rosso.

College ha uno status speciale e non è considerato una delle Residenze; per tale motivo il suo preside è noto come Master in College. Gli altri studenti sono smistati nelle restanti dieci Residenze, dove studiano, mangiano e dormono. Ogni Residenza è presieduta da un preside («housemaster»), che assume questo ruolo oltre a tenere i propri corsi scolastici, e da un certo numero di tutor della Residenza, di solito cinque o sei, presenti dal lunedì al venerdì. Le Residenze competono tra di loro, principalmente in gare sportive. Ogni Residenza ha un nome ufficiale, solitamente basato sul cognome del suo primo preside, che è principalmente utilizzato come indirizzo postale; ogni Residenza ha anche un nome informale, usato più consuetudinariamente nei discorsi, solitamente basato sul nome o soprannome di uno dei primi presidi della Casa. College non ha un nome informale, sebbene per indicarlo nei testi si utilizzi talvolta l'abbreviazione Coll. I membri di una Residenza sono identificati da un nome composto con quello informale della Residenza e dal suffisso «-ite» (quindi un Furleyite è un membro di Residenza Furley). Ogni Residenza è identificata anche da una lettera, assegnata secondo l'ordine di fondazione, che funge da abbreviazione, specialmente sulle etichette per la lavanderia; la lettera `X' è assegnata al College, sebbene sia considerato maleducato utilizzarla se non come segno per la lavanderia o identificativo per gli accoppiamenti sportivi.
Ogni Residenza ha anche dei propri colori, e gli «strats» (cappelli di paglia) dei ragazzi erano decorati da un nastro con questi colori. L'uso di indossare gli strats è stato abolito per i Commoners intorno al 1984 – i Collegemen avevano smesso di indossarli già da tempo; talvolta li si vede comunque indossati in occorrenza del Winchester Day. I colori delle Residenze sono ora usati per i calzini e le «pussies», sciarpe conferite per contributi eccezionali alla Residenze o alla società.

## Ammissione
Winchester College utilizza un proprio esame di ammissione, non adottando dunque il Common Entrance come le altre principali public schools inglesi. Coloro che vogliono entrare in una Casa dei Commoners si accordano col rispettivo preside circa due anni prima dell'esame, di solito per mezzo di un esame e un'intervista col preside. Coloro che vogliono entrare nel College non si iscrivono al normale esame di ammissione, ma ad un esame distinto, più difficile, chiamato «Election»: i candidati che lo superano possono ricevere, in base alla loro prestazione, una borsa di studio, una exhibition (una borsa di studio parziale) o la nomina da parte del Preside per una delle Commoner House (senza esenzione dalla retta).
L'ammissione al College è determinata sulla base del merito accademico, attraverso l'esame della Election, indipendentemente dal reddito, sebbene gli statuti originali specificassero che la fondazione esisteva per gli studiosi poveri e richiedevano ai nuovi iscritti di prestare giuramento che il loro reddito non eccedeva un valore scelto come il reddito medio dell'epoca. Gli studiosi godevano di un'esenzione parziale dalla retta, ammontante per la maggior parte del XX secolo a due terzi del totale; questa esenzione è stata progressivamente ridotta, ed è previsto che venga rimossa completamente, con lo scopo di mantenere una distinzione accademica e istituzionale tra Collegemen e Commoners, utilizzando invece il denaro risparmiato per finanziare borse di studio per gli allievi più bisognosi, indipendentemente se siano Collegemen o Commoners.

## Struttura accademica
Fino agli anni '60 del XIX secolo, le materie che dominavano il corso di studi erano i classici ed esisteva una stanza principale utilizzata sia per le lezioni sia per lo studio, in condizioni estremamente rumorose; alcune stanze adiacenti erano usate per le lezioni di francese e di matematica. Durante il mandato del preside George Ridding, furono costruite delle vere e proprie aule, così gli allievi ebbero la possibilità di seguire «Parallel Div» per lo studio della storia e delle lingue moderne. Successivamente fu aggiunta «Sen: Science Div»; il corso di scienze a Winchester godeva di grande reputazione: uno dei primi insegnanti di scienze replicò gli esperimenti di Heinrich Rudolf Hertz sulle onde radio e la relativa strumentazione di laboratorio è ancora conservata nella Science School.